# Do zobaczenia w zaświatach
Do zobaczenia w zaświatach (fr. Au revoir là-haut) – francuski komediodramat z 2017 roku w reżyserii Alberta Dupontela, będący adaptacją powieści Pierre'a Lemaitre'a o tym samym tytule.
Zdjęcia rozpoczęto w marcu 2016 roku w Theuville (departament Dolina Oise) w rejonie płaskowyżu Vexin. Inne wykorzystane lokalizacje to m.in. zamek w Chambly (departament Oise) oraz rue Fortuny w Paryżu.

## Treść
Listopad 1918 w okopach zachodniego frontu kończącej się I wojny światowej. Bezsensowny i zbrodniczy rozkaz ataku, wydany już po zawieszeniu działań wojennych przez cynicznego porucznika Pradelle, skutkuje masakrą ocalałych dotąd żołnierzy jego kompanii. Na polu zagłady Edouard Péricourt, obiecujący artysta i syn milionera, ratuje życie swego współtowarzysza Alberta Maillarda. Ten spłaca dług wdzięczności, gdy z kolei ciężko poraniony Pericourt po wyleczeniu popada następnie w depresję, świadomy, że straszliwe okaleczenie twarzy zamknęło mu powrót do domu i poprzedniego życia. Opiekując się desperatem wraz z andruską Luizą oboje sprawiają, że Edouard zajmuje się kamuflowaniem swego okaleczenia, projektując fantazyjne maski twarzowe, przez co częściowo powraca do dawnych zainteresowań artystycznych. Nie chce jednak ujawnić swej zmienionej tożsamości i wrócić do komfortowego życia pod kuratelą surowego ojca, niechętnego jego artystycznym skłonnościom. 
Tymczasem ich dawny dowódca Pradelle wkradając się do domu Pericourtów, zostaje mężem siostry artysty i zamożnym człowiekiem, zarabiającym na lukratywnym przedsięwzięciu ekshumacji i tworzeniu masowych pochówków zwłok żołnierzy poległych na różnych polach bitewnych. Poruszeni tym obaj weterani, odsunięci na margines powojennego życia, planują nie tylko pokrzyżować jego przyszłe plany, lecz także wywrzeć na nim spóźnioną zemstę osobistą. Wpadają na niezwykły pomysł z wykorzystaniem kampanii władz mającej na celu pomnikowe upamiętnianie ich poległych współtowarzyszy – pogrzebanych na zbiorowych cmentarzach żołnierzy wojny światowej.

## Obsada
- Nahuel Pérez Biscayart – Edouard Péricourt
- Albert Dupontel – Albert Maillard, jego przyjaciel
- Laurent Lafitte – Henri d'Aulnay-Pradelle
- Niels Arestrup – prezes Marcel Péricourt, ojciec Edouarda
- Émilie Dequenne – Madeleine Péricourt, siostra Edouarda
- Mélanie Thierry – Pauline, służąca u Péricourtów
- Héloïse Balster – Louise, młoda andruska
- Philippe Uchan – Labourdin, mer VIII dzielnicy
- André Marcon – przesłuchujący oficer żandarmerii
- Michel Vuillermoz – inspektor Joseph Merlin
- Kyan Khojandi – Dupré, współpracownik Pradelle’a
- Carole Franck – siostra Hortense w szpitalu wojskowym
- Éloïse Genet – Cécile, była narzeczona Maillarda
- Axelle Simon – pani Belmont
- Gilles Gaston-Dreyfus – burmistrz na cmentarzu

## Odbiór
W serwisie internetowym Rotten Tomatoes, na podstawie 15 opinii film uzyskał ocenę 7,6/10.

### Nagrody
Film Do zobaczenia w zaświatach zdobył 13 nominacji na 43. ceremonii wręczenia Cezarów i dostał 5 nagród. Zdobył także inne nagrody.
| Nagroda | Kategoria                      | Nominowany                                                   | Wynik      |
| ------- | ------------------------------ | ------------------------------------------------------------ | ---------- |
| César   | Najlepsza Adaptacja            | Albert Dupontel Pierre Lemaitre                              | Wygrana    |
| César   | Najlepsze Zdjęcia              | Vincent Mathias                                              | Wygrana    |
| César   | Najlepsza Scenografia          | Pierre Queffelean                                            | Wygrana    |
| César   | Najlepsze Kostiumy             | Mimi Lempicka                                                | Wygrana    |
| César   | Najlepszy Reżyser              | Albert Dupontel                                              | Wygrana    |
| César   | Najlepszy Aktor                | Albert Dupontel                                              | Nominowany |
| César   | Najlepsza Aktorka Drugoplanowa | Mélanie Thierry                                              | Nominowany |
| César   | Najlepszy Aktor Drugoplanowy   | Niels Arestrup                                               | Nominowany |
| César   | Najlepszy Aktor Drugoplanowy   | Laurent Lafitte                                              | Nominowany |
| César   | Najlepsza Muzyka Filmowa       | Christophe Julien                                            | Nominowany |
| César   | Najlepszy Dźwięk               | Jean Minondo Gurwal Coïc-Gallas Cyril Holtz Damien Lazzerini | Nominowani |
| César   | Najlepszy Montaż               | Christophe Pinel                                             | Nominowany |
| César   | Najlepszy Film                 | Catherine Bozorgan Albert Dupontel                           | Nominowani |